# Pelegrina
Pelegrina Franganillo, 1930 è un genere di ragni appartenente alla famiglia Salticidae.

## Distribuzione
Le 38 specie oggi note di questo genere sono diffuse in America settentrionale e centrale; ben undici specie sono endemiche degli USA e quattro del Messico.

## Tassonomia

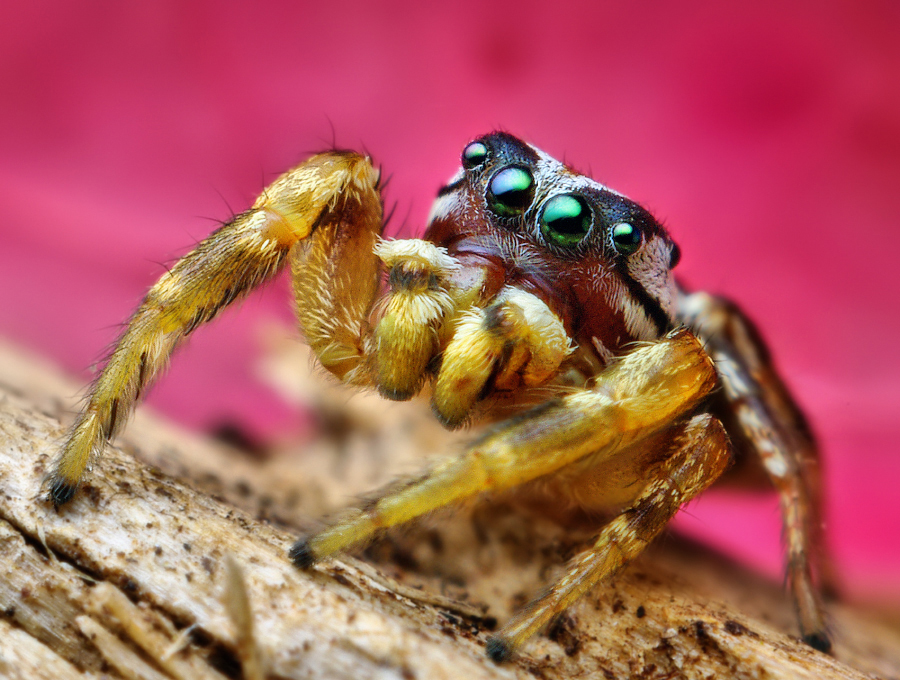
Pelegrina pervaga, maschio adulto

Molte delle specie che compongono questo genere provengono dal genere Metaphidippus F. O. P.-Cambridge, 1901.
A maggio 2010, si compone di 38 specie:
1. Pelegrina aeneola (Curtis, 1892) — America settentrionale
2. Pelegrina arizonensis (Peckham & Peckham, 1901) — America settentrionale
3. Pelegrina balia Maddison, 1996 — USA
4. Pelegrina bicuspidata (F. O. P.-Cambridge, 1901) — Messico, Guatemala
5. Pelegrina bunites Maddison, 1996 — USA, Messico
6. Pelegrina chaimona Maddison, 1996 — USA, Messico
7. Pelegrina chalceola Maddison, 1996 — USA
8. Pelegrina clavator Maddison, 1996 — Messico
9. Pelegrina clemata (Levi, 1951) — USA, Canada
10. Pelegrina dithalea Maddison, 1996 — USA
11. Pelegrina edrilana Maddison, 1996 — Messico
12. Pelegrina exigua (Banks, 1892) — USA
13. Pelegrina flaviceps (Kaston, 1973) — USA, Canada
14. Pelegrina flavipes (Peckham & Peckham, 1888) — USA, Canada
15. Pelegrina furcata (F. O. P.-Cambridge, 1901) — USA, Messico
16. Pelegrina galathea (Walckenaer, 1837) — dal Canada alla Costa Rica, Arcipelago delle Bermuda
17. Pelegrina helenae (Banks, 1921) — USA
18. Pelegrina huachuca Maddison, 1996 — USA
19. Pelegrina insignis (Banks, 1892) — USA, Canada
20. Pelegrina kastoni Maddison, 1996 — USA, Messico
21. Pelegrina montana (Emerton, 1891) — USA, Canada
22. Pelegrina morelos Maddison, 1996 — Messico
23. Pelegrina neoleonis Maddison, 1996 — Messico
24. Pelegrina ochracea (F. O. P.-Cambridge, 1901) — Messico, Guatemala
25. Pelegrina orestes Maddison, 1996 — USA, Messico
26. Pelegrina pallidata (F. O. P.-Cambridge, 1901) — dal Messico al Nicaragua
27. Pelegrina peckhamorum (Kaston, 1973) — USA
28. Pelegrina pervaga (Peckham & Peckham, 1909) — USA
29. Pelegrina proterva (Walckenaer, 1837) — USA, Canada
30. Pelegrina proxima (Peckham & Peckham, 1901)[2] — Isole Bahama, Cuba, Hispaniola, Giamaica
31. Pelegrina sabinema Maddison, 1996 — USA
32. Pelegrina sandaracina Maddison, 1996 — dal Messico al Nicaragua
33. Pelegrina tillandsiae (Kaston, 1973) — USA
34. Pelegrina tristis Maddison, 1996 — USA
35. Pelegrina variegata (F. O. P.-Cambridge, 1901) — dal Messico a Panama
36. Pelegrina verecunda (Chamberlin & Gertsch, 1930) — USA, Messico
37. Pelegrina volcana Maddison, 1996 — Panama
38. Pelegrina yucatecana Maddison, 1996 — Messico